# Donleva fessa
Donleva fessa är en insektsart som beskrevs av Blocker 1979. Donleva fessa ingår i släktet Donleva och familjen dvärgstritar. Inga underarter finns listade i Catalogue of Life.